# Pitcairnia nortefluminensis
Pitcairnia nortefluminensis är en gräsväxtart som beskrevs av Elton Martinez Carvalho Leme. Pitcairnia nortefluminensis ingår i släktet Pitcairnia och familjen Bromeliaceae. Inga underarter finns listade i Catalogue of Life.